# Майское (Синельниковский район)
Ма́йское (укр. Майське) — село,
Зайцевская сельская территориальная община,
Синельниковский район,
Днепропетровская область,
Украина.
Код КОАТУУ — 1224883501. Население по переписи 2001 года составляло 740 человек.
Входит в Зайцевскую сельскую территориальную общину.

## Географическое положение
Село Майское находится в 1-м км от правого берега реки Березнеговатая,
на расстоянии в 1 км от села Новониколаевка.
Через село проходит автомобильная дорога Т-0426.
Около села расположен аэродром «Майское» 

## Происхождение названия
Строительство села Майского было начато в мае 1928 года, отсюда и название.

## История
- Через территорию будущего села с XVI по XIX век проходил Чумацкий шлях.
- До 1917 года земли, где расположено село Майское, принадлежали помещику Леонову и большим кулакам: Косорукому, Пискунову, Клочко, Ляшенко, Петько, Григоренко, Левшин и др.
- После революции земли были переданы в госфонд и к организации совхоза № 17, часть земли передана крестьянам, а большая часть была общая. Основная масса крестьян жила в селе Букреево, возникшее в 1812 году, и селе Шатохин (из двух сел позже образовалось село Мироновка (нынешняя Новониколаевка).
- Совхоз № 17 на этих землях был организован в 1928 году. Первым управляющим этого совхоза был Цус Иван Карлович.
- В 1928 году начали строить центральную усадьбу (ныне с. Майское). Совхоз № 17 был в подчинении Семенного треста.
- В 1929 году провели первую посевную кампанию и засеяли 6000 га земли.
- В 1929 году было закончено строительство центральной усадьбы, но жилья было мало, и большинство рабочих совхоза жили в деревнях Мироновка, Сукачево, Романовке, Оженковке, Котовце.
- В 1930 году была создана партийная организация.
- После Цуса Ивана Карловича директором совхоза был Кузенко, а в мае 1933 года совхоз принял Жестовський Яков Васильевич.
- С 1 января 1933 совхоз перешел в ведение Днепропетровского молмясотреста.
- В 1933 году было начато строительство фермы № 2 (позже — с. Октябрьское, ныне с. Максимовка).
- В 1934 году началось строительство фермы № 1 (ныне с. Новое), расширялась и центральная усадьба.
- В 1941 году, когда началась война, труженики совхоза эвакуировали машины и скот в количестве вглубь страны и в Волгоградскую область. 24 жителя совхоза были отправлены на принудительные работы в Германию.
- Село Майское освобождено 25-й гвардейской стрелковой дивизией полковника Г. А. Криволапова 19 сентября 1943 года.
- Соседним хозяйством совхоза № 17 был колхоз им. С. М. Будённого (это земли сел Новониколаевка и Романовка). В 1956 земли колхоза им. С. М. Будённого были присоединены к совхозу № 17. В этом же году совхоз № 17 был переименован в совхоз им. С. М. Будённого.
- Все помещения, находящихся на территории совхоза, построены за годы советской власти. Особенно много новых помещений построено за период с 1956 года.
- С 29 августа 1952 по 1 июня 1957 совхоз им. С. М. Будённого возглавлял Кривокобильський Федор Ефимович, а с 8 июня 1957 по ноябрь 1969 — Фоломеев Захар Романович.
- В знак дружбы рабочих совхоза им. С. М. Будённого и народов социалистических стран хозяйство в 1958 г. переименовано в совхоз «Дружба».
- В 1960 году построено общежитие.

- В 1968 году построена столовая.

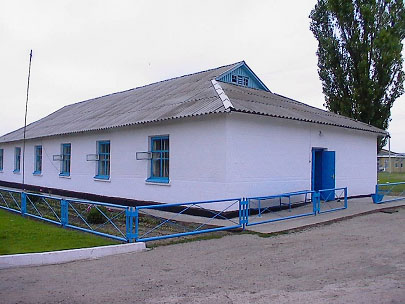
Общежитие Майское построено в 1960 г.

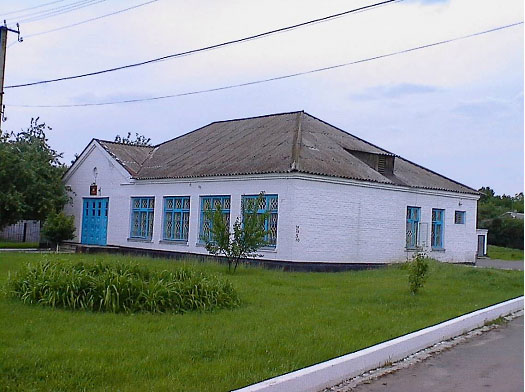
Столовая Майское построена в 1968 г.

- 6 ноября 1969 совхоз «Дружба» принял Шкарбан Николай Николаевич, который работал директором совхоза по 18 июля 1987. В этот период были построены одноэтажные и двухэтажные жилые дома, целая улица академика Янгеля, дом культуры, мемориальный комплекс погибшим воинам и т. д.
- 31 мая 1975 года открыли новую школу.
- 6 августа 1986 года в село Майское был проведен газ.
- С 6 июля 1987 и до прекращения деятельности совхоза «Дружба» работал директором Горб Виктор Павлович.
- В апреле 1996 г. началось содружество на основании договора КСП «Дружба» и ПМТО «Агро-Союз», директорами которого являются Хоришко Владимир Дмитриевич и Прокаев Сергей Федорович. 16 августа 1997 КСП «Дружба» был расформирован, приостановило свою деятельность, а 16 января 1997 ликвидирован.

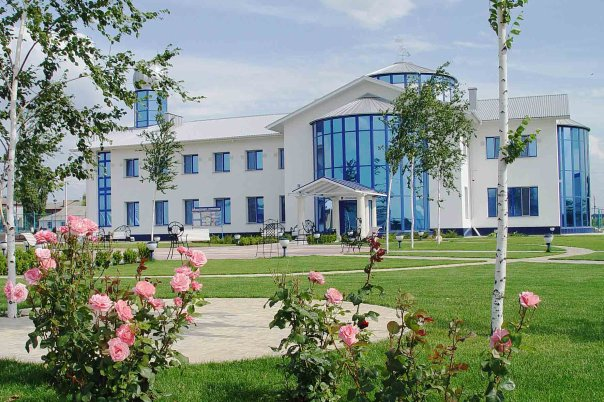
Аналитический центр Майское

- На территории села был построен современный молочный комплекс на 5000 голов, современные зернохранилища на 35 тыс. тонн, существенно обновлен автомобильный парк и т. д. Были построены учебный и аналитический центры.

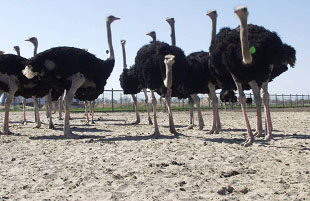
Страусы Майское

- В ноябре 2000 года в хозяйство завезено первую партию страусов.
- 2001 году была построена церковь в честь иконы Божией Матери «Спорительница хлебов» архитектором Хоришко Верой Федоровной.
- В июле 2004 года ЗАО «Агро-Союз» посетил Президент Украины Леонид Данилович Кучма, отметил высокой оценкой работу предприятия.[5]
- В июле 2008 года предприятие посетил Президент Украины Виктор Андреевич Ющенко.[6]
- В августе 2008 года село майское посетила Юлия Тимошенко.[7]
- 23 −24 июля 2009 года в селе Майское Синельниковского района Днепропетровской области на базе Корпорации «Агро-Союз» состоялась выставка-демонстрация агроинноваций — День поля-2009. Открыла празднования IV Всеукраинского дня поля-2009 премьер-министр Украины Юлия Тимошенко.[8]
- 26 июня 2011 года в Майском состоялся региональный конкурс красоты «Мисс Приднепровье-2011».[9]
- В 2011 году принимали у себя президента Украины Виктора Януковича и Президента Таджикистана Эмомали Рахмона.[10] На территории ЗАО под председательством украинского Президента был проведен первый в Днепропетровской области Совет регионов.[11]

## Экономика
- Корпорация «Агро-Союз».[12]
- «Авиа-Союз» аэродром.

## Объекты социальной сферы
- Школа.
- Детский сад.
- Амбулатория.
- Дом культуры.
- Церковь.

## Транспорт
Через село проходит маршрутное такси "Синельниково — Павлоград".